# Распутин (фильм, 2011)
«Распу́тин» (фр. Raspoutine) — исторический фильм совместного производства России и Франции, премьерный показ которого состоялся во Франции 25 декабря 2011 года.

## Сюжет
Действие фильма происходит в 1916 году, во время Первой мировой войны. Фильм посвящён последнему году жизни Григория Распутина, его взаимоотношениям с семьёй последнего русского императора Николая II.

## В ролях
- Жерар Депардьё — Григорий Распутин (озвучивал Сергей Гармаш)
- Владимир Машков — император Николай II
- Фанни Ардан — императрица Александра Фёдоровна (озвучивала Марина Неёлова)
- Анна Михалкова — фрейлина Анна Вырубова
- Ирина Алфёрова — княгиня Зинаида Юсупова
- Филипп Янковский — князь Феликс Юсупов
- Наталья Швец — княгиня Ирина Юсупова
- Леонид Мозговой — священник Макарий
- Данила Козловский — великий князь Дмитрий Павлович
- Константин Хабенский — Арон Симанович, личный секретарь Распутина
- Ксения Раппопорт — Муня Головина, секретарь Распутина
- Юлия Снигирь — Дора
- Юрий Колокольников — Освальд Райнер
- Игорь Сергеев — Пуришкевич
- Сергей Заморев — Штюрмер
- Эрнст Романов — Бьюкенен
- Пётр Гаврилюк — доктор Боткин
- Тамара Колесникова — императрица Мария Фёдоровна
- Виктор Костецкий — архимандрит
- Александр Рязанцев — великий князь Николай Николаевич
- Андрей Астраханцев — комиссар Юровский

## Съёмочная группа
- Автор сценария: Пьер Акнин
- Режиссёр-постановщик: Жозе Дайан
- Продюсеры: Арно Фрилли, Анастасия Ковтун, Светлана Слитюк
- Композиторы: Стефан Гобер, Фредерик Дюни
- Оператор: Эннио Гварньери

## Производство
Съёмки проходили в Царском Селе, Санкт-Петербурге и Малых Корелах Архангельской области.

## Российская версия
7 ноября 2013 года в прокат вышла российская киноверсия фильма, режиссёром, сценаристом и монтажёром которой является Ираклий Квирикадзе. Депардьё озвучивает Сергей Гармаш, Ардан — Марина Неёлова. Закадровый текст читает Сергей Шакуров. Композитор — Энри Лолашвили.